# Fontenay-sur-Loing
Fontenay-sur-Loing ist eine französische Gemeinde mit 1.677 Einwohnern (Stand: 1. Januar 2022) im Département Loiret in der Region Centre-Val de Loire. Fontenay-sur-Loing gehört zum Arrondissement Montargis und zum Kanton Courtenay. Die Einwohner werden Fontenaysiens genannt.

## Geographie
Fontenay-sur-Loing liegt etwa 95 Kilometer südlich von Paris in der Landschaft Gâtinais am Fluss Cléry, der hier am nordwestlichen Rand der Gemeinde in den Loing mündet, der die westliche Gemeindegrenze bildet. Umgeben wird Fontenay-sur-Loing von den Nachbargemeinden Dordives im Norden, Ferrières-en-Gâtinais im Osten, Paucourt im Südosten, Cepoy im Süden, Girolles im Südwesten sowie Nargis im Westen und Nordwesten.

## Bevölkerungsentwicklung
| Jahr                       | 1962 | 1968 | 1975 | 1982 | 1990 | 1999 | 2006 | 2018 |
| Einwohner                  | 674  | 715  | 919  | 960  | 1163 | 1425 | 1676 | 1724 |
| Quellen: Cassini und INSEE |      |      |      |      |      |      |      |      |

## Verkehr
In der Gemeinde kreuzen die Autoroute A19 und die frühere Route nationale 7 (heutige D2007). Auf dem Gemeindegebiet liegt ferner der Bahnhof Ferrières-Fontenay der Bahnstrecke Moret-Veneux-les-Sablons–Lyon-Perrache.

## Sehenswürdigkeiten
- Kirche Saint-Victorien aus dem Jahre 1860
- Kapelle Notre-Dame de la Route
- Archäologisches Grabungsareal, Monument historique seit 1977
- Haus, Ende des 15. Jahrhunderts erbaut, Monument historique seit 1931

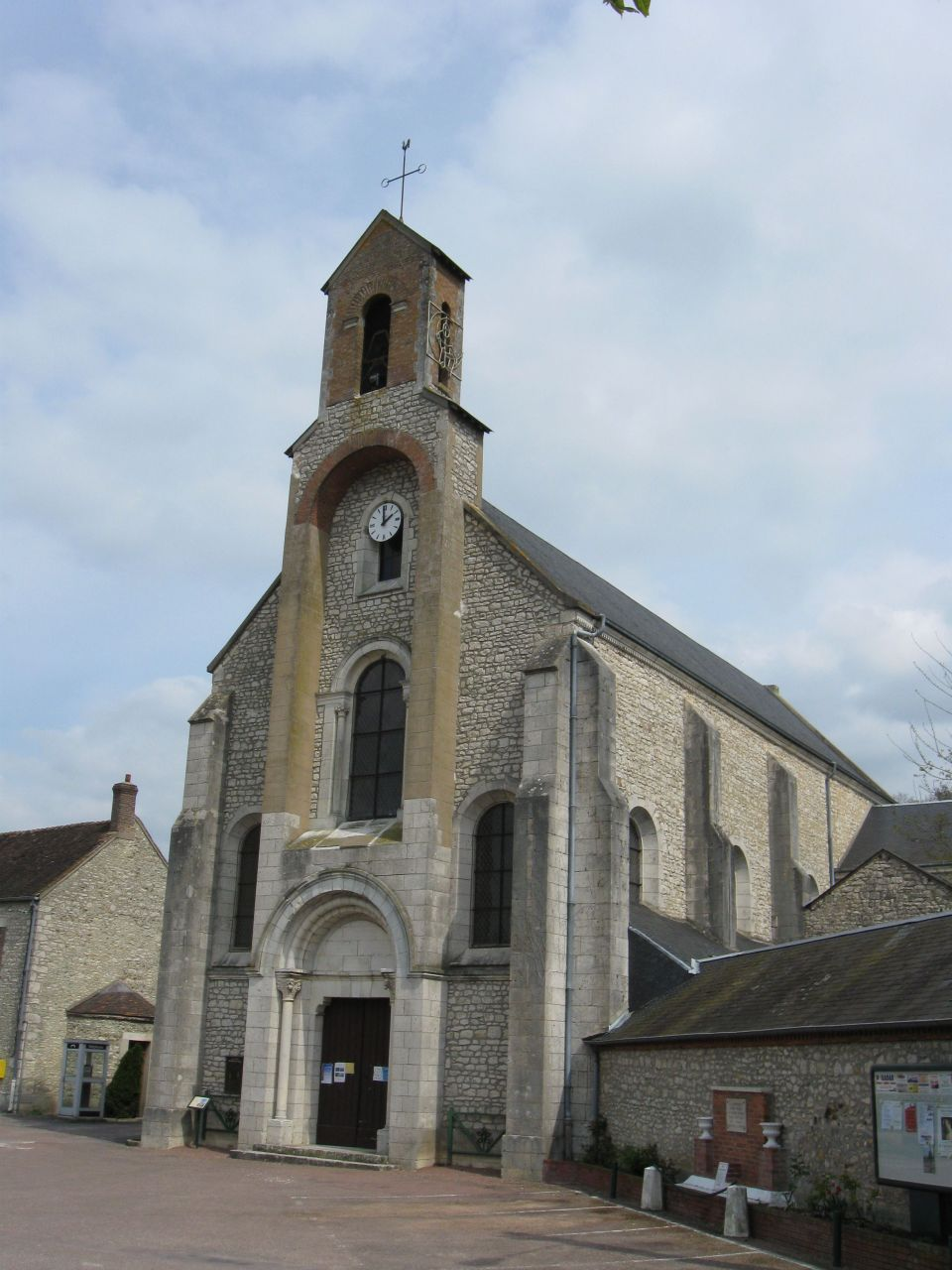
Kirche Saint-Victorin
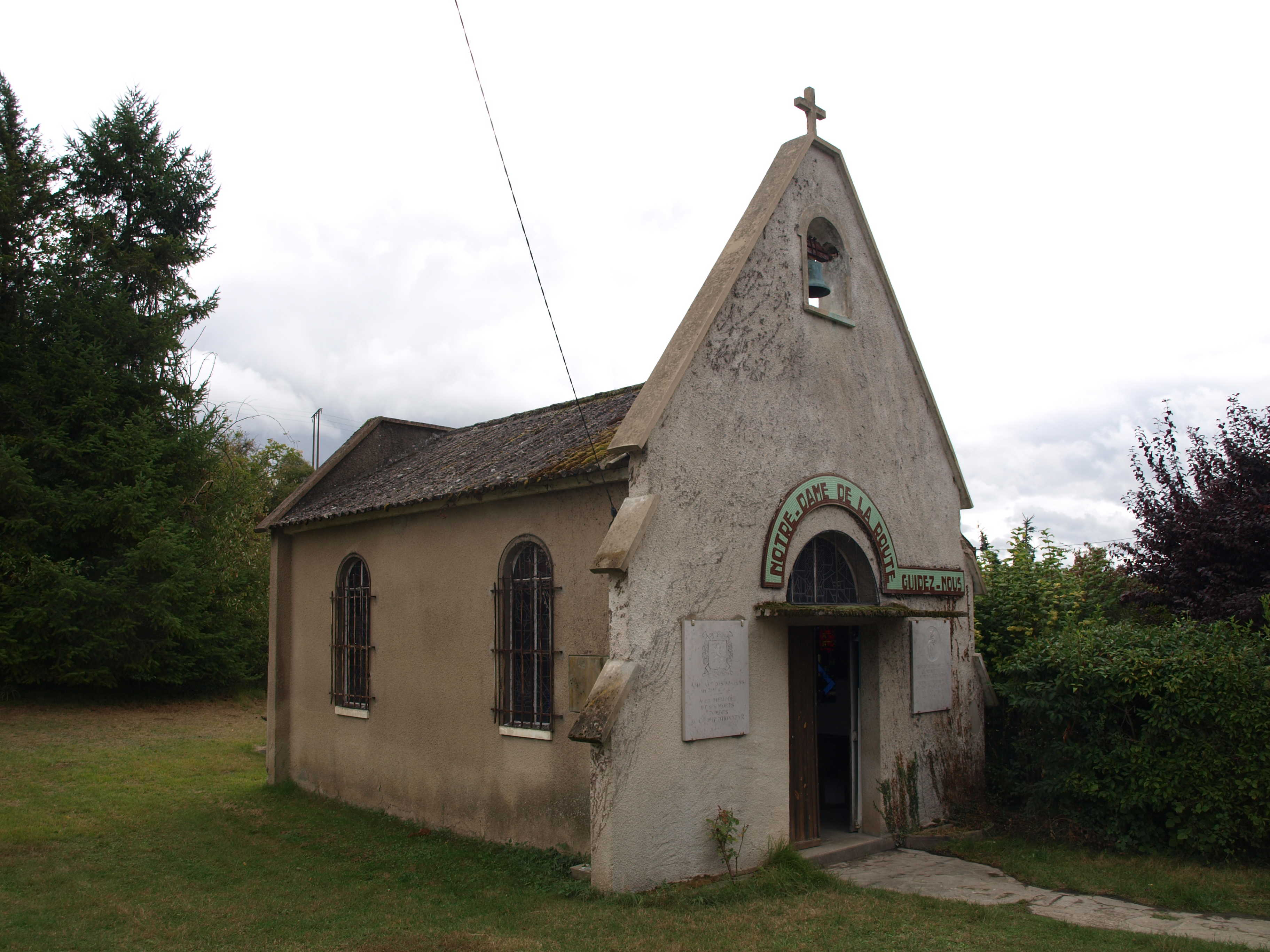
Kapelle Notre-Dame de la Route